# Triticum aestivum subsp. sphaerococcum
Sous-espèce
Triticum estivum subsp. sphaerococcum, le blé indien, est une espèce de plantes monocotylédones de la famille des Poaceae, sous-famille des Pooideae, originaire du sous-continent indien. C'est une espèce de blé hexaploïde, au génome de type AABBDD, génétiquement proche du blé tendre (Triticum aestivum subsp. aestivum). 
Le blé indien est considéré par certains auteurs comme une espèce sous le nom de Triticum sphaerococcum, voire inclus de façon indistincte dans Triticum aestivum.